# Seek & Destroy
"Seek & Destroy" pjesma je američkog thrash metal sastava Metallica. Pjesma je deveta po redu na debitantskom albumu Metallice, Kill 'Em All iz 1983. godine. Također se nalazi na demoalbumu No Life 'til Leather. Prva je pjesma koju je sastav snimio u studiju. "Seek & Destroy" redovno se svira na svakom koncertu grupe od njenog debitantskog izvođenja 1982. godine te je bila završna pjesma od Madly in Anger with the World turneje pa do Metallica By Request turneje. Pjesma je također treća najsviranija pjesma grupe, odsvirana čak 1,525 puta do listopada 2019. godine, a ispred nje su samo "Creeping Death" (1,533) i "Master of Puppets" (1,670).
Tijekom dokumentarnog filma o Metallici iz 2004. godine, Metallica: Some Kind of Monster, pjesma je korištena u montaži prikazivanja mjenjanja zvuka i izgleda sastava kroz godine rada. Na AOL Radioovoj listi top 10 pjesama Metallice, "Seek & Destroy" se nalazi na četvrtom mjestu, a AllMusicov Steve Huey izabrao ju je za najbolju pjesmu s Kill 'Em Alla.
Nakon terorističkih napada 11. rujna 2001. godine, pjesma se našla na listi neprimjerenih naslova za puštanje nakon napada, koju je objavio Clear Channel.

## Pisanje i inspiracija
Pjesma je o naglom osjećaju za ubijanje, ali ne i njegovom usavršavanju. Tijekom Kill 'Em All for One turneje, Hetfield bi se našalio i rekao da pjesma nije o lovu. Rečeno je kako je pjesma inspirirana pjesmom "Dead Reckoning" od Diamond Heada. Prve tri mini solo dionice su izvedene iz pjesme "Princess of the Night" od Saxona. Metallica je napisala konačnu solo dionicu. Nakon debitantske pojave pjesme na Kill 'Em All, Hammett se ispričao zbog neobičnog zvuka savijanja žice koji se čuje od 3:47 do 3:48, tijekom solo dionice. To je zapravo ili pogreška ili "pogrešna note".

## Izvedbe uživo
Pjesma je jedna od najdražih pjesama obožavatelja Metallice te je bila svirana na svakom koncertu sastava od samog početka. Najčešće se svira kao zadnja pjesma na koncertu, barem od Madly in Anger with the World turneje, a Hetfield često kaže publici da pjevanju s njim; zadere se "Searching," a oni se zaderu "Seek and destroy!" Tijekom Wherever We May Roam turneje, Jason Newsted pjevao je vokale na "Seek & Destroy"; ipak, pri kraju pjesme, Hetfield je preuzeo vokale te govorio publici da uzastopo ponavljaju "Seek and destroy!".
Također je dao publici da individualno pjevaju određene djelove pjesme. Pjesma, koja traje oko 7 minuta, je na toj izvedbi trajala od 16 do 20 minuta.
Od 2004. godine, basist Robert Trujillo vrti se u krug sa svojom bas-gitarom nakon gitarske solo dionice prije završnog dijela.
Značajno je i da je "Seek & Destroy" zadnja pjesma koja je svirana u Nürburgringu prije što se lokacije za Rock am Ring festival promijenila.
Izvedba uživo s Cliffom Burtonom na bas-gitari iz 1985. godine, je dostpuna na DVD-u Cliff 'Em All.

## Zasluge
- James Hetfield – vokali, ritam gitara
- Lars Ulrich – bubnjevi
- Kirk Hammett – glavna gitara
- Cliff Burton – bas-gitara